# Apis mellifera pomonella
Apis mellifera pomonella este o subspecie din Kazahstan a albinei melifere europene (Apis mellifera).